# Théodule Moureaux
Pour les articles homonymes, voir Moureaux.
Théodule Moureaux, né le 26 octobre 1842 à Cemboing et mort le 29 octobre 1919 à Saint-Maur-des-Fossés, est un météorologue français.

## Biographie
Fils d’un vigneron, Théodule Moureaux a obtenu un brevet élémentaire et obtenu un emploi d'instituteur-adjoint à Gien le 25 novembre 1862. Entré à l'Observatoire de Paris le 11 novembre 1865 comme aide-physicien, il est passé physicien-adjoint, en mai 1876, au service météorologique.
Nommé  météorologiste-adjoint au Bureau central météorologique, le 1er juin 1878, ancêtre de Météo-France, Moureaux fut détaché, en 1883 à l'observatoire de Saint-Maur-des-Fossés pour prendre des mesures du magnétisme terrestre et de la foudre. Météorologiste en titre 1er mai 1894, il fut nommé, en 1895, chef du service magnétique de l'observatoire et en 1903, directeur de l'observatoire magnétique du Parc Saint-Maur.
Parti à la retraite le 1er janvier 1909, il est mort le 29 octobre 1919.
Un point géographique en Antarctique, à l'extrémité nord de l'Ile de Liège porte son nom : Moureaux Point (en).